# 2 grosze wzór 2013
2 grosze wzór 2013 – moneta dwugroszowa, wprowadzona do obiegu 3 marca 2014 roku. Zastąpiła dwugroszówkę wzór 1990 różniącą się wzorem awersu i materiałem z którego została wykonana.
Moneta jest bita począwszy od 2013 roku.

## Awers
W części centralnej umieszczony jest wizerunek orła ustalony dla godła Polski, poniżej orła, półkolem od lewej strony ku prawej, napis: „RZECZPOSPOLITA POLSKA”, w otoku stylizowane pierścienie, w górnej części przecinające się, u dołu rozdzielone oznaczeniem roku emisji. Na monetach z lat 2013–2016 znak mennicy The Royal Mint znajduje się pod łapą orła po prawej stronie, natomiast od 2017 roku znak Mennicy Polskiej S.A. jest umieszczany pod łapą orła po lewej stronie.

## Rewers
Na tej stronie monety znajduje duża cyfra 2, poniżej poziomy napis: „GROSZE”, nad cyfrą gałązka z dwoma liśćmi dębu.

## Nakład
Moneta jest bita w stali powlekanej mosiądzem, na krążku o średnicy 17,5 mm, masie 2,13 grama, z rantem gładkim, według projektów:
- Sebastiana Mikołajczaka (awers)[4] oraz
- Ewy Tyc-Karpińskiej (rewers),

w mennicach:
- The Royal Mint oraz
- Mennicy Polskiej S.A[2].

Do 2023 roku nakłady monety w poszczególnych latach przedstawiały się następująco:
| Lp. | Rocznik | Mennica             | Znak mennicy | Nakład (sztuk) | Uwagi                                                                                                   |
| --- | ------- | ------------------- | ------------ | -------------- | --- |
| 1   | 2013    | The Royal Mint      | krzyż        | 1 000 000      | partia pilotażowa wprowadzona do obiegu w 2014 r., bito również monety 2 grosze wzór 1990 tego rocznika |
| 2   | 2014    | The Royal Mint      | krzyż        | 116 084 750    | bito również monety 2 grosze wzór 1990 tego rocznika                                                    |
| 3   | 2015    | The Royal Mint      | krzyż        | 129 870 000    | |
| 4   | 2016    | The Royal Mint      | krzyż        | 142 741 600    | |
| 5   | 2017    | Mennica Polska S.A. | MW           | 143 910 000    | |
| 6   | 2018    | Mennica Polska S.A. | MW           | 161 850 000    | |
| 7   | 2019    | Mennica Polska S.A. | MW           | 167 115 000    | istnieją również kolekcjonerskie wersje tego rocznika wybite w złocie oraz w srebrze                    |
| 8   | 2020    | Mennica Polska S.A. | MW           | 161 460 000    | |
| 9   | 2021    | Mennica Polska S.A. | MW           | 41 925 000     | |
| 10  | 2023    | Mennica Polska S.A. | MW           | 110 370 000    | |
| 11  | 2024    | Mennica Polska S.A. | MW           | 70 005 000     | |

## Opis
Z datą na monecie 2013 i 2014 w obieg wpuszczano dwugroszówki o starym i nowym wzorze awersu.
27 lutego 2019 r. zostały wprowadzone do sprzedaży (obiegu) wersje rocznika 2019 wybite w srebrze (5000 sztuk) i złocie (1000 sztuk) będące częścią zestawów kolekcjonerskich upamiętniających stulecie wprowadzenia złotego.